# 藤吉久美子
藤吉 久美子（ふじよし くみこ、1961年〈昭和36年〉8月5日 - ）は、日本の女優、ナレーター。血液型はAB型。劇団青年座映画放送所属。夫は太川陽介。

## 来歴・人物
1961年8月5日、福岡県三潴郡筑邦町（※現在の久留米市大善寺町）生まれ。久留米市立大善寺小学校、福岡女学院中学校・高等学校卒業。大阪芸術大学芸術学部舞台芸術学科中退。
祖父と父は医師であり、実家は福岡で代々産婦人科医院を営んでいる。兄と弟も産婦人科医。
福岡女学院高等学校時代にモダンダンスに魅了され、大阪芸術大学芸術学部舞台芸術学科では舞踏を専攻する。卒業する先輩からの引き継ぎで、劇団☆新感線の舞台「飛龍伝’81」に振り付けスタッフとして携わる。次の公演「広島に原爆を落とす日 ～グッドラックLOVE」（1982年2月）では、演出を務める主宰いのうえひでのりのオファーで、台詞は8行程ながら主要キャストとして出演。芝居に全然興味は無かったが、観劇したNHKのプロデューサーから強く勧められ、2年ぶりのNHK大阪制作となる「連続テレビ小説」のオーディションに参加。568人の応募者（658人説も有り）の中から、この『よーいドン』のヒロインに選ばれる。同年10月から半年間放送され、波乱万丈な人生を生き抜く健気なヒロインを演じた。クランクアップ後には、沢村貞子らがいる山崎洋子事務所に所属する。朝ドラのヒロインに選ばれたこともあり、大学は中退し、劇団☆新感線も退団した。
1985年、昼ドラマ『しのぶ』で主演、『おやじのヒゲ2』（1987年）では、一転してコミカルな役柄を演じた。その後も数々の作品に出演を。殊にTBSの昼ドラ『温泉へ行こう』（1999年 - 2005年）では、持ち前のバイプレーヤーぶりを発揮し、第1 - 第5シリーズに出演している。
2004年4月2日から2008年3月28日まで、TBSの情報番組『はなまるマーケット』に金曜レギュラーとして出演。同番組でのコーナー「今ドキ!」（2004年4月 - 2005年3月）、「ふじよし洋品店」（2005年4月 - 2006年3月）、「ふじよし洋品店デラックス」（2006年4月 - 12月）を担当した。
私生活では、雑誌「フライデー」（講談社、1987年5月8日号）で、「よーいドン」で共演した歌舞伎役者の坂東正之助（現・四代目河原崎権十郎）との抱擁現場をスクープされ、翌年、正之助と結婚。しかし1992年、価値観の相違、梨園になじめないことなどを理由に離婚。1995年、タレントで俳優の太川陽介と再婚。交際のきっかけは、NHKドラマ新銀河『大阪で生まれた女やさかい』での共演だった。おしどり夫婦として知られ、夫婦での仕事も多い。
2001年、39歳で出産。いわゆる高齢出産の年齢であり、藤吉にとっては初産であることも考慮し帝王切開で男児を出産した。
食育に造詣が深く、2004年に開催された「第1回・食を考える国民フォーラム」ではパネリストとして参加。「正しい食生活を子供に身につけさせるのは親の責任」と、独自の食への考えを語った。藤吉自身はタイ料理が好物。タイ好きが高じて本を上梓したほどである。しかし太川は辛い料理が大嫌いだという。また、ワインにもはまっているという。

## エピソード
- 所属事務所の大先輩であった沢村貞子を心の師のように思っており、沢村から言われた「生きることを大事にしなさい」「きちんとした生活があるから、きちんとした仕事ができる」という言葉を自身の心の拠り所にしているという[5]。

## 出演

### 映画
- 東京交差点（1991年）
- 津軽百年食堂（2011年） - 大森明子 役
- サムライ・ロック（2015年） - 朝倉京子 役
- グッバイエレジー（2017年） - 山口淳子 役
- お終活 熟春!人生、百年時代の過ごし方 （2021年） - 咲江 役
  - お終活 再春!人生ラプソディ（2024年）[8]
- 太陽とボレロ（2022年） - 池田絹 役[9]
- われ弱ければ 矢嶋楫子伝（2022年） - 矢嶋もと子 役
- Love song（2023年）[10]

### テレビドラマ（連続）
- 連続テレビ小説（NHK総合）
  - よーいドン（1982年 - 1983年） - 主演・浦野みお 役
  - ちりとてちん（2007年） - 吉田志保 役
  - まれ（2015年） - 紺谷直美
- 大奥 第9話 - 第11話・第13話（1983年4月-1984年3月、関西テレビ）
- 女たちの課外授業（1983年7月 - 9月、テレビ朝日）
- 愛と砂丘の街 （1983年11月 - 12月、NHK総合）
- 白夜 （1984年5月 - 6月、NHK総合）
- しのぶ（1985年4月1日 - 6月28日、東海テレビ） - 主演・しのぶ 役
- 銀河テレビ小説（NHK総合）
  - わが歌ブギウギ （1987年5月 - 6月） - 生駒芙美子 役
- 女の傷あと （1987年9月 - 10月、毎日放送）
- 炎の旅路（1990年1月 - 3月、東海テレビ）　- 日下美緒 役
- 正しい結婚（1993年1月 - 4月、東海テレビ） - 主演・谷川亜希子 役
- ドラマ新銀河（NHK総合）
  - 大阪で生まれた女やさかい（1993年） - 岸田登紀
- 大河ドラマ（NHK総合）
  - 毛利元就（1997年） - 阿古の方 役
  - 軍師官兵衛（2014年） - ぬい 役
- 新・半七捕物帳 第14話「絵馬」（1997年、NHK総合） - 女絵師・孤峰
- 表層家族（1998年8月 - 9月、中部日本放送） - 主演・千賀子 役
- 温泉へ行こう（1999年9月13日 - 12月10日、TBS）
  - 温泉へ行こう2（2000年11月27日 - 2001年2月23日、TBS）
  - 温泉へ行こう3（2002年1月28日 - 4月12日、TBS）
  - 温泉へ行こう4（2003年9月1日 - 11月14日、TBS）
  - 温泉へ行こう5（2004年11月29日 - 2005年2月18日、TBS）
  - 温泉へ行こうスペシャル〜世界で一番長い24時間〜（2004年11月10日、TBS『水曜プレミア』）[11]
- ミニモニ。でブレーメンの音楽隊（2004年1月 - 3月、NHK教育）
- 夢で逢いましょう（2005年4月14日 - 6月23日、TBS） - 橘恵美子 役
- インディゴの夜 （2010年3月8日 - 12日、東海テレビ） - 森井依子 役
- 聖なる怪物たち（2012年1月 - 3月、テレビ朝日） - 野口鞠子 役
- ドラマW「分身」（2012年2月 - 3月、WOWOW） - 井川久美子 役
- 37歳で医者になった僕〜研修医純情物語〜（2012年4月 - 6月、関西テレビ） - 葛城佐和子 役
- ドラマ10「いつか陽のあたる場所で」（2013年1月 - 3月、NHK総合） - 沢田律子 役
- プレミアムよるドラマ「黒猫、ときどき花屋」（2013年10月 - 11月、NHK BSプレミアム） - 黒田江莉菜 役
- プレミアムドラマ「珈琲屋の人々」（2014年4月 - 5月、NHK BSプレミアム） - 笹木雅子 役
- 保育探偵25時〜花咲慎一郎は眠れない!!〜（2015年1月 - 3月、テレビ東京） - 掛橋小夜子 役
- サイレーン 刑事×彼女×完全悪女（2015年10月 - 12月、関西テレビ） - 猪熊三樹（夕貴の母）
- 藤沢周平 新ドラマシリーズ 遅いしあわせ（2015年11月23日、時代劇専門チャンネル） - 女中 おまち 役
- ナオミとカナコ（2016年1月 - 3月、フジテレビ） - 小田聡子 役
- 連続ドラマW 正体 第2話・第3話（2022年3月19日・26日、WOWOW） - 大久保信代 役

### テレビドラマ（ゲスト出演・単発）
- 壬生の恋歌 第17話「慕情」（1983年、NHK総合） - あや 役
- 東芝日曜劇場（TBS）
  - 第1375回「花咲く街で」（1983年5月8日、RKB毎日放送）
  - 第1600回「転勤家族」（1987年9月6日）
- 土曜ワイド劇場 （テレビ朝日）
  - 「燃えた花嫁 殺しのドレスは京都行」（1983年9月22日）
  - 「妖しい傷あとの美女」（1985年3月9日） - 文代 役
  - 「「おとなの匂い」殺人事件 少女はなぜラブホテルに連れ込まれたか!?」（1985年7月6日）
  - 「さよなら天知茂 黒真珠の美女 ニセ名画殺人!」（1985年8月3日） - 文代 役
  - 「京都殺人案内13」（1987年、朝日放送）
  - 「温泉若おかみの旅情殺人推理1」（1994年）
  - 「京都妖怪地図6」（1994年、朝日放送）
  - 「新・赤かぶ検事奮戦記6」（1998年、朝日放送）
  - 「京都の芸者弁護士4」（2000年、朝日放送）
  - 「女請負人」（2000年7月29日） - 滝沢木綿子 役
  - 「鉄道捜査官6 岡山発特急スーパーやくも」（2005年）
  - 「デパート仕掛け人!天王寺珠美の殺人推理6」（2013年、朝日放送） - 篠原佐代子 役
  - 「遺品の声を聴く男5」（2014年、朝日放送） - 高樹百合子 役
  - 「温泉 (秘) 大作戦15」（2015年、朝日放送） - 姫島珠緒 役
  - 「女たちの特捜最前線〜警察食堂極秘会議」（2015年） - 宮沢志保 役
  - 「100の資格を持つ女11」（2016年、朝日放送） - 吾妻可南子 役
- 水戸黄門（TBS / C.A.L）
  - 第14部 第20話「仇を討たれに来た男・新発田」（1984年3月12日） - おもよ 役
  - 第23部 第12話「兄の敵はお殿様・山中」（1994年10月24日） - 園江 役
  - 第24部
    - 第13話「無念晴らした仇討ち旅・高鍋」（1995年12月11日） - 志保 役
    - 第37話「陰謀砕いた江戸の空・江戸」（1996年6月10日） - 菊江 役

  - 第25部 第3話「縁切寺の縁結び・鎌倉」（1997年1月6日） - りく 役
  - 第26部 第7話「命を賭けた忍びの対決 ・豊後高田 」（1998年3月30日） - おきく 役
- 長七郎江戸日記（日本テレビ / ユニオン映画）
  - 第1シリーズ 第22話「狙われた姫君」（1984年3月20日） - おてる 役
  - 第2シリーズ 第23話「苦死を落とした女」（1988年9月6日）
- 新・なにわの源蔵事件帳 最終話「大浪花似顔活人形」（1984年3月28日、NHK総合）
- 火曜サスペンス劇場 （日本テレビ）
  - 「雨の日の逃亡者」（1984年4月10日）
  - 「聖夜に愛が死んだ」（1984年12月25日）
  - 「京都・女性記者シリーズ・京都九里半殺人街道」（1995年5月30日）
  - 「新・女検事 霞夕子9 遺産相続」（1996年12月17日）
  - 「検事霧島三郎4」（1997年、日本テレビ）
  - 「地方記者・立花陽介12 飛騨高山通信局」（1998年12月15日） - 川合百合 役
  - 「緊急救命病院III」（2005年7月12日）
- 月曜ワイド劇場 （テレビ朝日）
  - 「婚約破棄を選んだ女」（1984年4月30日）
  - 「たそがれ夫人1」（1984年7月9日）
- 新大江戸捜査網 第14話「浮草慕情おんな節」（1984年7月7日、テレビ東京） - おくみ 役
- 花王名人劇場（関西テレビ）
  - 「寝ぼけ署長4 悪徳弁護士編」（1984年7月15日） - 久美子 役
  - 「青春ドラマ・ポケットに手を入れるな!」（1986年3月23日）
  - 「裸の大将放浪記」 第46話「清と獅子舞てんてこ舞」（1991年） - 木の実 役
- 夏の怪談シリーズ「大奥妖霊の墓」（1984年8月9日、フジテレビ）
- 大岡越前 第8部 第14話「父恋し涙の花嫁」（1984年10月22日、TBS / C.A.L） - お清 役
- 木曜ゴールデンドラマ （読売テレビ）
  - 「空の色紙」（1986年5月22日）
  - 「母の恋」（1988年4月29日）
- 江戸を斬るVII 第25話「願い叶えた千両富」（1987年7月13日、TBS / C.A.L） - おしの 役
- 傑作時代劇 「夢ぞ見し わが恋する人は亭主の上役!?」（1987年8月6日、テレビ朝日）
- おやじのヒゲシリーズ（TBS）
- 南部鼻まがり（1988年12月20日、NHK総合）
- NHKスペシャル ドラマ 黄色い髪（1989年、NHK総合）
- 八百八町夢日記 第2シリーズ 第15話「泣くな、真四郎」（1992年、日本テレビ / ユニオン映画） - 千鶴 役
- 銭形平次 第3シリーズ 第13話「満月の夜の惨劇」（1993年、フジテレビ） - 音弥 役
- 名奉行 遠山の金さん 第7シリーズ 第5話「白い肌の誘惑 嫁姑の真剣勝負」（1995年、テレビ朝日 / 東映） - おみよ 役
- 鬼平犯科帳 第6シリーズ 第1話「蛇苺の女」（1995年7月19日、フジテレビ） - おきさ 役
- 高橋英樹特選時代劇 「お助け信兵衛人情子守唄」（1995年7月25日、日本テレビ） - 香代 役
- 痛快・三匹が斬る! 第18話「千石どり、裸踊りも厭やせぬ」（1995年8月24日、テレビ朝日 / 東映） - 初音 役
- 月曜ドラマスペシャル「こころ預かります」（1996年、TBS）
- 将軍の隠密!影十八 第16話「人さらい・火におびえる女」（1996年6月1日、テレビ朝日 / 東映） - おきぬ 役
- はぐれ刑事純情派（テレビ朝日）
  - 第9シリーズ 第16話「謎の白昼強盗 婚約破棄の女」（1996年7月24日）
  - 第10シリーズ 第7話「放火未遂!?二世帯住宅の妻!」（1997年5月14日）
  - 第11シリーズ 第13話「指紋泥棒!?透けるドレスの女」（1998年6月24日）
- 御家人斬九郎 第2シリーズ 第2話「居残り」（1997年、フジテレビ / 映像京都） - 朝霧 役
- 藤沢周平の用心棒日月抄 第4話「入れ墨を隠す女」（1997年、テレビ朝日） - ゲスト おちせ 役
- 金曜エンタテイメント（フジテレビ）
  - 「山村美紗サスペンス 赤い霊柩車シリーズ8 燃える棺」（1997年12月26日）
  - 「おばさんデカ 桜乙女の事件帖11」（2002年12月27日）
- 暴れん坊将軍（テレビ朝日）
  - 暴れん坊将軍IX 第8話「処刑直前! 赤ん坊を産む女囚」（1999年1月23日） - おつや 役
  - 暴れん坊将軍X 第12話「一度死んだ私!仕舞湯に入る女の秘密」（2000年） - おゆき 役
- ゆうれい、貸します〜お染・恋の七変化〜 第1回「忘れられた絆（きずな）」（2003年、NHK総合） - おりゅう 役
- 月曜ミステリー劇場「刑務官・一条信一 消えた模範囚」（2004年、TBS）
- 相棒（テレビ朝日）
  - Season 3 第18話「大統領の陰謀」（2005年3月16日） - 平本昌恵 役
  - Season 19 第9話「匿名」（2020年12月9日） - 飯島智子 役
- いつか逢う街（2005年、NHK福岡）
- 女子刑務所東三号棟6（2005年、TBS）
- ビー・バップ・ハイスクール2（2005年8月17日、TBS） - 今日子の母 役
- ガチバカ! 第5話（2006年、TBS）
- おみやさん 第6シリーズ 第12話（2009年、テレビ朝日）
- 月曜ゴールデン（TBS）
  - 「浅見光彦シリーズ27 斎王の葬列」（2009年9月7日） - 塚越綾子 役
  - 「新・示談交渉人 裏ファイル」（2011年3月7日） - 矢崎美沙子 役
  - 「警視庁心理捜査官・明日香2」（2012年2月13日） - 梶原紀子 役
- 金曜プレステージ（フジテレビ）
  - 「絶対零度〜未解決事件特命捜査〜 Special」（2011年7月8日） - 野沢秀子 役
- 特命係長 只野仁 ファイナル 第二夜（2012年1月7日、テレビ朝日） - 堀切妙子 役
- 水曜ミステリー9（テレビ東京）
  - 「街占師 〜北白川晶子の事件占い〜2」（2012年1月11日） - 神倉チエ子 役
  - 「多摩南署たたき上げ刑事・近松丙吉9 見知らぬ死体」（2012年1月25日） - 小林典子 役
  - 「旅行作家・茶屋次郎11 日光鬼怒川殺人事件」（2013年6月5日） - 辻野直美 役
  - 「温泉女将ふたりの事件簿3 石和温泉殺人事件」（2014年1月22日） - 託摩洋子 役
  - 「借王＜シャッキング＞〜華麗なる借金返済作戦〜」（2014年12月17日） - 安斉泉 役
  - 「金沢のコロンボ3」（2016年8月17日） - 西牧良子 役
- ゴーストママ捜査線〜僕とママの不思議な100日〜 第2話（2012年7月14日、日本テレビ） - 佐野真由美 役
- 金曜ロードSHOW特別ドラマ企画「家族、貸します 〜ファミリー・コンプレックス〜」（2012年7月27日、日本テレビ） - 山室由紀子 役
- 浪花少年探偵団 第11話・最終話（2012年9月10日・17日、TBS） - 宮本和美 役
- 日中国交正常化40周年特別番組「強行帰国〜忘れ去られた花嫁たち〜」（2012年10月1日、TBS） - 沢村豊子 役
- ドラマスペシャル「SP〜警視庁警護課III」（2013年4月27日、テレビ朝日） - 山上リツ 役
- すべてがFになる 第6話・第7話（2014年11月18日・25日、フジテレビ） - 新藤裕見子 役
- わが家（2015年1月4日、毎日放送） - 小野塚智香 役
- 太鼓持ちの達人〜正しい××のほめ方〜 第8話（2015年3月2日、テレビ東京） - 若津栗子 役
- ドラマスペシャル「名探偵キャサリン2 〜消えた相続人〜」（2016年3月20日、テレビ朝日） - 田中朝枝 役
- 模倣犯（2016年9月21日、テレビ東京） - 木村えり 役
- 科捜研の女 第16シリーズ 第12話（2017年2月2日、テレビ朝日） - 勝呂伊津子 役
- 警視庁・捜査一課長 season2 第7話（2017年6月1日、テレビ朝日） - 飯窪佐和 役
- 法医学教室の事件ファイル43（2017年6月29日、テレビ朝日） - 柳田不二子 役
- 日曜ワイド（テレビ朝日）
  - 「特殊犯罪課・花島渉2」（2017年） - 寺本香澄
- 広域警察9（2017年） - 辻本怜美
- 月曜名作劇場 「浅見光彦シリーズ5」（2019年、TBS） - 永野悠里子
- 白衣の戦士! 第9話（2019年6月12日、日本テレビ） - 斎藤芳子 役
- 日曜プライム 狩矢父娘シリーズ20「京都俳句ツアー殺人事件」（2020年2月23日、テレビ朝日） - 伊藤八重子 役
- 最高のオバハン 中島ハルコ 第2シリーズ 第7話（2022年11月19日、東海テレビ） - 朝桐ひろ子 役
- 失踪人捜索班 消えた真実 第2話（2025年4月18日、テレビ東京） - 宝崎高子 役[12]

### 舞台
- 広島に原爆を落とす日 ～グッドラックLOVE[13]
- 孤愁の岸
- お気に召すまま
- 三木のり平公演「笑説田舎小僧/おらは天下の大泥棒」
- 山城新伍公演「つばくろは帰る」
- しぐれ茶屋おりく
- 女系家族
- 赤ひげ診療譚
- アステア・バイ・マイセルフ
- 向島物語
- ありがとうと言いたくて〜椿山課長の七日間〜（2009年9月、三越劇場） - ツバキ 役
- くちづけ （2010年7月、シアターサンモール）
- めんたいぴりり～博多座版～ 未来永劫編（2019年3月、博多座）
- 空ヲ喰ラウ（2023年11月 - 12月、すみだパークシアター倉）[14]
- かへり花（2024年9月、俳優座劇場）[15]
- 蝉追い（2025年5月 - 6月、すみだパークシアター倉）[16]
- 五十億の中で ただ一人（2025年11月 - 12月〈予定〉、赤坂RED/THEATER）[17]

### バラエティ・生活情報番組等
- はなまるマーケット（2004年 - 2008年3月28日、TBS）金曜日レギュラー
- 虎ノ門市場（テレビ東京）女将
- 情報ライブ ミヤネ屋（読売テレビ）コメンテーター
- 土曜大好き!830（関西テレビ）レギュラー・アシスタント
- 国広富之&藤吉久美子のとびっきりTVショッピング
- 趣味悠々「ホームバーで素敵にカクテル!」（2003年6月 - 8月、NHK教育）
- 日本ほのぼの散歩（2012年4月 -、BS11）小宮悦子らと交互に旅人
- これがカラダの新常識 若さと美のヒミツ（2016年 - 2018年、NHK-BS1）

他多数

### ラジオ
- ふれあいラジオパーティー（NHKラジオ第1）
- サタデーホットリクエスト（NHK-FM）
- FMシアター（NHK-FM）
  - 「公園のベンチで」（2003年）
  - 「ミス キャスト」（2003年）
  - 「鯨と銀杏」（2021年）

### CM・広告
- 郵政省「郵便貯金」
- 花王
- ハウス食品
- 松下電器
- パールライス[18]
- 浜縮緬工業協同組合
- つぼりゅう
- コスメディ製薬「クオニスダーマフィラー」

## 主な著書・論文・手記
- 「タイのこと、私のこと」（求龍堂）
- 「もう一度、愛を信じてみよう―傷ついた心を溶かしてくれた人」（『婦人公論』2001年8月7日号、中央公論新社）
- 「人に教えたくない店」（『プレジデント』2006年1月16日号、プレジデント社）
- 「今年は私も年賀状ソフトデビュー」（『女性セブン』2005年12月8日号）